# Municipio de Mexicali
El municipio de Mexicali es uno de los siete municipios que conforman el estado mexicano de Baja California. Su cabecera municipal es la ciudad del mismo nombre, Mexicali, que también es la capital del estado. Concentra en su territorio los 3 poderes del Gobierno de Baja California, así como las oficinas sede de los poderes federales en el Estado de Baja California. Su PIB per cápita es de USD 11,658 que es el más alto entre los municipios bajacalifornianos. A su vez, Mexicali es el municipio más septentrional de México.

## Historia
El jefe del distrito norte de Baja California, Baltasar Avilés, (septiembre 1914 - enero 1915) nombra como segundo municipio del Distrito Norte de Baja California a Mexicali el 4 de noviembre de 1914, mediante oficio fechado en Ensenada.

## Geografía
El municipio de Mexicali está ubicado en la región del Valle de Mexicali en el extremo noreste del estado de Baja California. El municipio tiene una superficie de alrededor de 13,935.61 kilómetros cuadrados, lo cual representa cerca del 18% de la superficie del estado, y 0,7% del país, superficie que supera a la que cubren en lo individual el estado de Aguascalientes, Colima, Morelos, Querétaro, Tlaxcala o la Ciudad de México. El municipio de Mexicali es el más septentrional de México pues en su territorio se ubica el punto más extremo del país hacia el norte y que es el denominado Monumento 206, ubicado en las coordenadas 32° 43' 06" de latitud norte.
Los litorales del municipio son por el Golfo de California con una longitud aproximada de 210 km. Además corresponden a sus jurisdicción las islas localizadas en este Golfo, que cubren aproximadamente 11,000 ha.
Estas islas son: Montague, Gore, Encantada, San Luis, Ángel de la Guarda, Pond, Partida, Rasa, Salsipuedes y San Lorenzo.

### Montaña de El Centinela
Se le conoce como "El Centinela" debido a que parece como si fuera el guardián de la ciudad de Mexicali, por lo que es un símbolo para la ciudad, tanto así que aparece en el escudo del municipio de Mexicali.

### Límites municipales
Tiene límites administrativos con los siguientes municipios y/o accidentes geográficos, según su ubicación:
| Noroeste: San Diego (California, EUA), Tecate | Norte: Imperial (California, EUA) | Nordeste: Yuma (Arizona, EUA)                             |
| Oeste: Ensenada                               |                                   | Este: San Luis Río Colorado (Sonora), golfo de California |
| Suroeste: Ensenada                            | Sur: Municipio de San Felipe      | Sureste: Golfo de California                              |

## Demografía
De acuerdo a los resultados del Conteo de Población y Vivienda realizada por el Instituto Nacional de Estadística y Geografía realizado en 2020, la población total del municipio de Mexicali es de 1 049 792 habitantes, de los cuales 529 248 (50.4%) son hombres y 520 544 (49.6%) son mujeres. El 89.2% de los pobladores residen en localidades de más de 2,500 habitantes y por ello consideradas urbanas y el 0.5% de la población mayor de cinco años de edad es hablante de alguna lengua indígena.

### Localidades

Principales localidades del municipio

En el municipio de Mexicali se localizan 1 474 localidades  las principales y su población en 2020 se enlistan a continuación:
| Código INEGI      | Localidad                   | Población (2020) |
| ----------------- | --------------------------- | ---------------- |
| 020020001         | Mexicali                    | 854 186          |
| 020020185         | Guadalupe Victoria          | 19 081           |
| 020020284         | Valle de Mexicali           | 17 143           |
| 020020231         | Ciudad Morelos              | 9 572            |
| 020020111         | Algodones                   | 6 796            |
| 020020461         | Ciudad Coahuila             | 6 503            |
| 020020110         | Colonia Venustiano Carranza | 6 205            |
| 020020159         | Delta                       | 5 615            |
| 020020192         | Ejido Hermosillo            | 5 072            |
| 020020456         | Tecolotes                   | 4 197            |
| 020020237         | Nuevo León                  | 3 776            |
| 020020459         | Poblado Paredones           | 3 756            |
| 020020225         | Michoacán de Ocampo         | 3 348            |
| 020020212         | Poblado Lázaro Cárdenas     | 3 339            |
| 020020211         | Ejido Lázaro Cárdenas       | 3 050            |
| 020020227         | Sinaloa                     | 2 877            |
| 020020268         | Hechicera                   | 2 843            |
| 020020270         | Quintana Roo                | 2 556            |
| 020020251         | Pátzcuaro                   | 2 275            |
| 020020258         | Plan de Ayala               | 1 989            |
| 020024925         | Renacimiento del Valle      | 1 914            |
| 020020206         | Jiquilpan                   | 1 737            |
| 020020242         | Yucatán                     | 1 670            |
| 020021284         | Veracruz Dos                | 1 636            |
| 020020282         | Saltillo                    | 1 536            |
| 020020169         | Durango                     | 1 493            |
| 020020311         | José María Rodríguez Mérida | 1 468            |
| 020020291         | Sonora                      | 1 420            |
| 020020189         | Ejido Vicente Guerrero      | 1 363            |
| 020020143         | Colima Uno                  | 1 280            |
| 020020253         | Toluca                      | 1 275            |
| 020020327         | Netzahualcóyotl             | 1 221            |
| 020020166         | Veracruz Uno                | 1 205            |
| 020020234         | Nayarit                     | 1 170            |
| 020020161         | Batáquez                    | 1 145            |
| 020021273         | Tehuantepec                 | 1 124            |
| 020020201         | Islas Agrarias Grupo B      | 1 082            |
| 020020333         | Ejido el Choropo            | 1 049            |
| 020020127         | Tabasco                     | 1 048            |
| Otras localidades | Otras localidades           | 59 778           |
| Total municipal   | Total municipal             | 1 049 792        |

## Infraestructura

Infraestructura de comunicaciones del municipio

### Carreteras
El municipio de Mexicali es surcado por tres carreteras federales principales:
- Carretera Federal 2.
- Carretera Federal 5.

La principal de todas ellas es la Carretera Federal 2 que recorre el municipio en sentido este-oeste en forma paralela a la Frontera entre Estados Unidos y México y constituye la principal vía de comunicación no solo de Mexicali sino de todo el estado con el resto del país; ingresa al municipio proveniente del estado de Sonora y del municipio de San Luis Río Colorado y atraviesa la parte este y principal del Valle de Mexicali, llegando a la cabecera y cruzando después de ella y de la parte oeste del Valle hacia el vecino municipio de Tecate, pasando al norte de la laguna Salada y al sur del Centro de El Centinela, y rumbo a la cuesta de La Rumorosa, en todo su trayecto en el municipio la carretera está constituida por una autopista de cuatro carriles formada por dos cuerpos de cada sentido.
La segunda carretera en importancia es la Carretera Federal 5, ésta enlaza la ciudad de Mexicali con el puerto de San Felipe y tiene por tanto un sentido norte-sur, es una autopista de cuatro carriles desde Mexicali hasta la población de El Faro atravesando la parte sur del Valle de Mexicali y desde ahí hasta San Felipe es una carretera de un solo cuerpo de dos carriles. Después de San Felipe la carretera continua hacia otras comunidades costeresas más pequeñas del sur de la península. En el extremo norte en Mexicali, la carretera llega a la garita fronteriza con Estados Unidos, convirtiéndose en la ciudad de Caléxico, en la Ruta 111 de California.
En el Valle de Mexicali existe una gran cantidad de carreteras estatales que permiten la comunicación entre los diversos ejidos y centros de población con la ciudad de Mexicali, a la Garita Oriente que cruzando la frontera se convierte en la Ruta 7 de California, al Aeropuerto Internacional de Mexicali  o con las carreteras federal 2 y 5, la principal de ellas es la que enlaza a Mexicali con la comunidad de Los Algodones, donde cruza la frontera y se convierte en la Ruta 186 de California.

### Ferrocarril
El ferrocarril fue la vía de comunicación que abrió la zona de Mexicali, hasta entonces uno de los puntos más aislados de México, a la comunicación, la colonización y el desarrollo agrícola, el Ferrocarril Sonora Baja California fue construido en la década de 1930 comunicando Mexicali inicialmente con Puerto Peñasco, siendo una de las vías de mayor dificultad de trazo por atravesar el desierto; en el municipio la línea de ferrocarril ingresa desde el río Colorado en el sureste y continúa hacia noroeste hasta Mexicali, pasando por Ciudad Coahuila, Guadalupe Victoria y por Delta. Además, hace un recorrido hasta llegar a la frontera entre México y Estados Unidos.

### Aeropuertos
El aeropuerto principal del municipio es el Aeropuerto Internacional General Rodolfo Sánchez Taboada de la ciudad de Mexicali, dicho aeropuerto tiene vuelos que comunican con la Ciudad de México, Guadalajara, Monterrey, Culiacán, Hermosillo, Silao, Morelia, San José del Cabo y Puerto Vallarta.
En San Felipe existe otro aeropuerto, Aeropuerto Internacional de San Felipe que atiende a aeronaves privadas, este último posee la categoría de aeropuerto internacional; se traspasara en 2024 bajo la administración del ayuntamiento de San Felipe.

### Cruces fronterizos
El municipio cuenta con tres puertos fronterizos, dos en la ciudad, Garita Mexicali I Zona Centro y Garita Mexicali II Nuevo Mexicali, y otro en el poblado de Los Algodones.

## Seguridad
El municipio cuenta con la Policía y Tránsito de Mexicali de la Dirección Seguridad Pública Municipal; es la encargada de organizar la fuerza pública municipal para preservar en el Municipio el orden, la tranquilidad, la seguridad pública, y la armonía de la convivencia entre los habitantes, prestar el servicio público de tránsito en las vías públicas, establecer las medidas necesarias para la prevención en la comisión de delitos y de faltas a los ordenamientos administrativos, entre otras funciones.
Cuenta con el Apoyo de la Comandancia de la Policía Estatal Preventiva, de la Secretaría de Seguridad Pública del Estado.
La Comandancia de Zona de la Policía Ministerial Estatal de la Subprocuraduría de Zona Mexicali de la FGE.
De la Policía Federal, están la Estación Mexicali, Subestación San Felipe y Estación Aeropuerto de Mexicali.
Por parte de la FGR, esta la Subdelegación Estatal Zona Mexicali.
Por partes de la Fuerza Armadas, el Ejército, Mexicali es la sede de la II Región Militar y cuartel del 23.º Regimiento de Caballería Motorizada. En San Felipe con la Guarnición Militar de San Felipe con la 19/a. Compañía de Infantería No Encuadrada. También en San Felipe esta por parte de la Armada, el Sector Naval San Felipe, que forma parte de la Cuarta Región Naval - Mar de Cortés.

## Gobierno municipal
H. Ayuntamiento de Mexicali:
- Presidencia municipal
- Sindicatura Procuradora
- Secretaría del Ayuntamiento
- Cabildo de Mexicali (compuesto por 15 regidores)

Dependencias:
- Presidencia
- Sindicatura
- Secretaría del Ayuntamiento
- Tesorería Municipal
- Oficialía Mayor
- Dirección de Seguridad Pública Municipal
- Dirección de Servicios Públicos
- Dirección del Heroico Cuerpo de Bomberos
- Dirección de Administración Urbana
- Dirección de Relaciones Públicas
- Dirección de Comunicación Social
- Dirección de Obras Públicas
- Dirección de Protección al Ambiente
- Dirección de Desarrollo Rural y Delegaciones

ParaMunicipales:
- Comité de Planeación para el Desarrollo Municipal de Mexicali
- Desarrollo Integral de la Familia de Mexicali
- Patronato del Bosque y Zoológico de la Ciudad de Mexicali
- Bienestar Social Municipal
- Patronato del Parque Vicente Guerrero de la Ciudad de Mexicali
- Instituto Municipal del Deporte y Cultura Física
- Comité de Turismo y Convenciones de Mexicali
- Comisión de Desarrollo Industrial de Mexicali
- Instituto Municipal de Arte y Cultura de Mexicali
- Patronato del Centro de Desarrollo Humano Integral "Centenario"
- Consejo de Urbanización de Mexicali
- Instituto Municipal de Investigación y Planeación Urbana de Mexicali
- Patronato del Centro Recreativo Juventud 2000 del Municipio de Mexicali
- Patronato Fiestas del Sol de la Ciudad de Mexicali
- Fideicomiso para el Desarrollo Urbano de Mexicali
- Patronato D.A.R.E. Mexicali
- Patronato Escuadrón Juvenil Deportivo de Seguridad Pública
- Instituto de la Mujer para el Municipio de Mexicali
- Instituto Municipal de la Juventud de Mexicali

### Subdivisión administrativa
El municipio de Mexicali, sin incluir a la cabecera municipal está administrativamente subdividido en 14 Delegaciones que fungen como cabeceras delegacionales.
Se pueden distinguir dos zonas geográficas dentro del municipio.
- Ciudad de Mexicali, cabecera municipal.
- Valle de Mexicali, con localidades rurales y urbanas. Se mencionan las zonas urbanas más pobladas:

1. Centro, , ubicada en la Zona Urbana, en el centro historico de Mexicali.
2. Vicente Guerrero, informalmente conocida como Los Algodones, ubicada en la Zona Rural.
3. Poblado Monterrey, informalmente conocida como Batáquez, ubicada en la Zona Rural.
4. Ejido Hermosillo, ubicada en la Zona Rural.
5. Estación Delta, ubicada en la Zona Rural.
6. Benito Juárez, informalmente conocida como Tecolotes, ubicada en la Zona Rural.
7. Cerro Prieto, ubicada en la Zona Urbana, es parte de la zona conurbada de Mexicali. La cabecera delegacional está ubicada en el Ejido Michoacán de Ocampo.
8. Ciudad Morelos, informalmente conocida como Cuervos, ubicada en la Zona Rural.
9. Colonias Nuevas, informalmente conocida como Km 57, ubicada en la Zona Rural.
10. González Ortega, informalmente conocida como Palaco, ubicada en la Zona Urbana, es parte de la zona conurbada de Mexicali.
11. Guadalupe Victoria, informalmente conocida como Km 43, ubicada en la Zona Rural.
12. Hechicera, ubicada en la Zona Rural.
13. Progreso, ubicada en la Zona Urbana, es parte de la zona conurbada de Mexicali. La sede fue reubicada a Santa Isabel.
14. Venustiano Carranza, ubicada en la Zona Rural.

La antigua Delegación de Compuertas está localizada en la parte nororiental de la ciudad de Mexicali.

### Representación legislativa
Para la elección de diputados locales al Congreso del Estado de Baja California y de diputados federales a la Cámara de Diputados federal, Mexicali se encuentra integrado en los siguientes distritos electorales:
Local:
- 1.° distrito local de Baja California con cabecera en Mexicali.
- 2.° distrito local de Baja California con cabecera en Mexicali.
- 3.° distrito local de Baja California con cabecera en Mexicali.
- 4.° distrito local de Baja California con cabecera en Mexicali.
- 5.° distrito local de Baja California con cabecera en Mexicali.

Federal:
- I Distrito Electoral Federal de Baja California con cabecera en Mexicali.
- II Distrito Electoral Federal de Baja California con cabecera en Mexicali.
- VII Distrito Electoral Federal de Baja California con cabecera en Mexicali.

### Presidentes municipales
| N.º | Presidentes Municipales | Presidentes Municipales | Presidentes Municipales          | Periodo                | Periodo                  | Partido político | Notas                                                                         |
| --- | ----------------------- | ----------------------- | -------------------------------- | ---------------------- | ------------------------ | ---------------- | ----------------------------------------------------------------------------- |
| 1°  |                         |                         | Rodolfo Escamilla Soto           | 1 de marzo de 1954     | 30 de noviembre de 1956  |                  |                                                                               |
|     |                         |                         | Raúl Tiznado Aguilar             | 1 de diciembre de 1956 | 31 de octubre de 1959    |                  |                                                                               |
| 2°  |                         |                         | Joaquín Ramírez Arballo          | 1 de diciembre de 1959 | 12 de febrero de 1960    |                  |                                                                               |
| 3°  |                         |                         | Federico Martínez Manatou        | 12 de febrero de 1960  | 30 de noviembre de 1962  |                  | Presidente municipal Interino                                                 |
| 4°  |                         |                         | Carlos Rubio Parra               | 1 de diciembre de 1962 | 31 de octubre de 1965    |                  |                                                                               |
| 5°  |                         |                         | José María Rodríguez Mérida      | 1 de diciembre de 1965 | 31 de octubre de 1968    |                  |                                                                               |
| 6°  |                         |                         | Francisco Gallego Monge          | 1 de diciembre de 1968 | 13 de enero de 1969      |                  |                                                                               |
| 7°  |                         |                         | Arcadio Chacòn Mendoza           | 13 de enero de 1969    | 30 de noviembre de 1970  |                  | Presidente municipal Interino                                                 |
| 8°  |                         |                         | Eduardo Martínez Palomera        | 1 de diciembre de 1970 | 31 de octubre de 1971    |                  | Presidente municipal Interino                                                 |
| 9°  |                         |                         | Roberto Mazón Noriega            | 1 de diciembre de 1971 | 31 de octubre de 1974    |                  |                                                                               |
| 10° |                         |                         | Armando Gallego Moreno           | 1 de diciembre de 1974 | 31 de octubre de 1977    |                  |                                                                               |
| 11° |                         |                         | Ernesto García Martínez          | 1 de noviembre de 1977 | 30 de noviembre de 1977  |                  | Interino                                                                      |
| 12° |                         |                         | Francisco Santana Peralta        | 1 de diciembre de 1977 | 30 de noviembre de 1980  |                  |                                                                               |
| 13° |                         |                         | Eduardo Martínez Palomera        | 1 de diciembre de 1980 | 30 de noviembre de 1983  |                  |                                                                               |
| 14° |                         |                         | Francisco Santana Peralta        | 1 de diciembre de 1983 | 30 de noviembre de 1986  |                  |                                                                               |
| 15° |                         |                         | Guillermo Aldrete Hass           | 1 de diciembre de 1986 | 30 de noviembre de 1989  |                  |                                                                               |
| 16° |                         |                         | Milton Castellanos Gout          | 1 de diciembre de 1989 | 30 de noviembre de 1992  |                  |                                                                               |
| 17° |                         |                         | Francisco Pérez-Tejada Aguilera  | 1 de diciembre de 1992 | 2 de mayo de 1995        |                  |                                                                               |
| 18° |                         |                         | Angélica Obeso Covarrubias       | 2 de mayo de 1995      | 30 de noviembre de 1995  |                  | Interina, Primera mujer presidenta municipal de Mexicali                      |
| 19° |                         |                         | Eugenio Elorduy Walther          | 1 de diciembre de 1995 | 30 de noviembre de 1998  |                  | Primer presidente municipal ajeno al PRI                                      |
| 20° |                         |                         | Víctor Hermosillo Celada         | 1 de diciembre de 1998 | 30 de noviembre de 2001  |                  |                                                                               |
| 21° |                         |                         | Jaime Rafael Díaz Ochoa          | 1 de diciembre de 2001 | 30 de noviembre de 2004  |                  |                                                                               |
| 22° |                         |                         | Samuel Ramos Flores              | 1 de diciembre de 2004 | 30 de noviembre de 2007  |                  |                                                                               |
| 23° |                         |                         | Rodolfo Valdéz Gutiérrez         | 1 de diciembre de 2007 | 30 de noviembre de 2010  |                  |                                                                               |
| 24° |                         |                         | Francisco Pérez-Tejada Padilla   | 1 de diciembre de 2010 | 30 de noviembre de 2013  |                  |                                                                               |
| 25° |                         |                         | Jaime Rafael Díaz Ochoa          | 1 de diciembre de 2013 | 30 de noviembre de 2016  |                  |                                                                               |
| 26° |                         |                         | Gustavo Sánchez Vásquez          | 1 de diciembre de 2016 | 8 de abril de 2019       |                  | Pide licencia para buscar la reelección                                       |
| 27° |                         |                         | Guillermo Galván Sariñana        | 8 de abril de 2019     | 3 de junio de 2019       |                  | Presidente municipal Interino                                                 |
|     |                         |                         | Gustavo Sánchez Vásquez          | 4 de junio de 2019     | 30 de septiembre de 2019 |                  | Reasumió el cargo                                                             |
| 28° |                         |                         | Marina del Pilar Ávila Olmeda    | 1 de octubre de 2019   | 6 de marzo de 2021       |                  | Pide licencia para buscar la gubernatura del estado en las elecciones de 2021 |
| 29° |                         |                         | María Guadalupe Mora Quiñonez    | 6 de marzo de 2021     | 30 de septiembre de 2021 |                  | Presidenta municipal interina                                                 |
| 30° |                         |                         | Norma Alicia Bustamante Martínez | 1 de octubre de 2021   | En funciones             |                  |                                                                               |